# Sarah Winstedt
Sarah Mary Josephine Winstedt (de nacimiento O'Flynn; 4 de abril de 1886 - 9 de septiembre de 1972) fue una médica, cirujana y sufragista nacida en Irlanda. Pasó la mayor parte del período de 1913-1935 en la Malasia británica y, por sus contribuciones a la atención médica colonial, fue inducida póstumamente al Salón de la Fama de la Mujer de Singapur. Sirvió en calidad médica en ambas guerras mundiales, y recibió la Medalla del Jubileo de Plata del Rey Jorge V en 1935. 

## Biografía
Sarah O'Flynn nació en 1886 en Sixmilebridge, Condado de Clare, hija de James O'Flynn y su segunda esposa, Margaret O'Halloran. Asistió a escuelas conventuales en Irlanda y Francia y se graduó de la Universidad de Edimburgo en 1912. Posteriormente fue nombrada asistente de obstetricia en el Royal Free Hospital de Londres. Durante este período, también participó activamente en la campaña por el sufragio femenino; una vez pasó una semana en huelga de hambre en prisión Holloway después de intentar asaltar el parlamento con un grupo de manifestantes.
O'Flynn recibió una Medalla de huelga de hambre 'por su valor' de la WSPU. 

## Carrera
En 1913, después de asistir a un curso sobre enfermedades tropicales en la Escuela de Higiene y Medicina Tropical de Londres, O'Flynn se unió al Servicio Médico Colonial y fue enviada a Malasia británica. Allí, dirigió la sala de mujeres y niños en el Hospital Kuala Lumpur y estableció un nuevo hospital para estos en el distrito de Kuala Pilah. Mientras el hospital estaba en construcción, viajó por el campo en elefante y bicicleta para brindar atención; estas visitas domiciliarias ayudaron a aumentar la confianza en la medicina occidental entre la población rural.  
Regresó a Gran Bretaña en 1916 para unirse al Royal Army Medical Corps. Sirvió en Malta, Salónica y Fort Pitt en Kent, y después del final de la guerra en 1919 acompañó a Lady Muriel Paget en una misión humanitaria a Rusia. Luego regresó a Malasia y se casó con Richard Olaf Winstedt, un administrador colonial, en 1921. Se unió a la unidad quirúrgica en el Hospital General de Singapur y en 1932 se convirtió en la jefa de la nueva sala de pediatríad del hospital. Renunció en 1933 debido al nombramiento de su esposo como asesor de Johor pero continuó como voluntaria en el Hospital General de Johor Bahru.  
Ambos regresaron a Gran Bretaña en 1935, el mismo año en que recibieron la Medalla del Jubileo de Plata del Rey Jorge V. En 1937–8, se desempeñó como subdirectora del Hospital Marie Curie para mujeres con cáncer en Hampstead. En la Segunda Guerra Mundial, se unió nuevamente al esfuerzo de guerra: acompañó a los niños que fueron evacuados a Canadá, examinó a los nuevos reclutas para el Servicio Territorial Auxiliar y se desempeñó como oficial médico industrial en el Royal Arsenal. Después de la guerra, ocupó cargos en un asilo en Dartford y en el Consejo del Condado de Middlesex antes de retirarse en 1952. Coescribió un libro de texto, Higiene tropical para escuelas, publicado en 1950-3.
Murió de bronconeumonía en 1972 en Havant, Hampshire. En 2014, fue incluida en el Salón de la Fama de la Mujer de Singapur y acreditada como "una de las cirujanos líderes de la colonia [malaya]".